# Łucznik Strzelce Krajeńskie
Łucznik Strzelce Krajeńskie – polski klub piłkarski z siedzibą w Strzelcach Krajeńskich, powstały w 1945 roku. W sezonie 2025/26 występuje w rozgrywkach IV ligi, gr. lubuskiej.

## Sukcesy
- 8. miejsce w III lidze – 1990/91
- finalista Pucharu Polski OZPN Zielona Góra – 1966/67, OZPN Gorzów Wlkp. – 1989/90, 1990/91

## Stadion
Łucznik domowe mecze rozgrywa na Stadionie Miejskim w Strzelcach Krajeńskich. Dane techniczne obiektu:
- pojemność: 1000 (776 miejsc siedzących)
- oświetlenie: brak
- wymiary boiska: b/d

## Występy w III lidze
- 1985/86 – III liga, grupa: wielkopolska – 10. miejsce
- 1986/87 – III liga, grupa: wielkopolska – 12. miejsce
- 1988/89 – III liga, grupa: wielkopolska – 13. miejsce
- 1990/91 – III liga, grupa: szczecińska – 8. miejsce
- 1991/92 – III liga, grupa: szczecińska – 12. miejsce